# Мара Марковић Силађи
Мара Марковић Силађи (Нови Сад, 1950) је џудиста, носилац црног појаса, шести степен. Тренер је џудо тима југозападног дела Онтарија, Канада, такође је тренер на Блуфон универзитету у Охају, САД, као и комисионар за доделу појасева у Онтарију.

## Биографија
Мара Марковић је рођена 1950. године у Новом Саду, са спортом је почела да се бави 1965. године у клубу Славија, Нови Сад.
Своје прве спортске кораке Мара Марковић је направила прво као балерина, па гимнастичарка и на крају се доживотно везала за џудо на наговор пријатеља џудиста који су тренирали у истој згради где су били гимнастичари. Од познатијих џудиста који су заслужни за Марино бављење џудоом су Димитракис Константини, Славко Обадов, Паја Бајчетић и Моша Лучић, све сами шампиони, носиоци олимпијских признања и прваци бивше Југославије.

## Каријера
Мара је је постала репрезентативка Југославије са 16. година. На стручно усавршавање у Јапан је отишла 1976. године, што јој је помогло у даљњој успешној каријери. Магистрирала је на факултету за физичку културу у Новом Саду 1984. године. Звање физиотераписте, диплому и лиценцу, је добила 1988. године.
Тренер репрезентације Југославије, за жене, постаје 1989. године, када од међународног џудо савеза добија признање као најбољи тренер за жене у Европи. Исте године одлази на стручно усавршавање у Русију, на универзитет Ломоносов. Касније држи предавања на семинарима у Мађарској, Француској и Енглеској, истовремено ради као асистент професора на факултету за физичку културу у Новом саду. Докторску дисертацију је започела 1993. године са темом Коришћење биомеханике за унапређење технике врхунских спортиста.
После светског првенства у џуду за сениоре, у канадском граду Хамилтону 1993. године, Мара се са породицом преселила у Канаду, прво у Шербрук, Квебек и после у Киченер, Онтарио. У току 2004. године је отворила сопствену интернационалну школу џудоа M&D Siladi у Киченеру, која је већ постигла запажене успехе у Канади.

### Објављени радови
У периоду од 1990. до 1993.:
- Тактика и стратегија
- Планирање и припрема такмичара за национална и интернационална такмичења.
- Тренерска процена припреме спортисткиња
- Биодинамичка анализа моторне активности џудо спорта

### Освојене медаље
За Југославију:
1. 1969 — Софија, злато
2. 1970 — Торино, злато
3. 1971 — Будимпешта, сребро
4. 1972 — Будимпешта, сребро
5. 1973 — Праг, злато
6. 1974 — Алма Ата, злато
7. 1974 — Амстердам, бронза
8. 1975 — Франкфурт, злато
9. 1975 — Нови Сад, злато
10. 1975 — Москва, сребро
11. 1976 — Кијев, злато
12. 1976 — Париз, злато
13. 1976 — Сплит, сребро
14. 1976 — Атина - бронза
15. 1980 — Копенхаген, злато
16. 1994 — Монтреал, злато

За Србију, Канаду и САД
1. 2004 — Беч, Аустрија - злато[1]
2. 2004 — Беч, Аустрија - злато[1]
3. 2004 — Беч, Аустрија - бронза[1]
4. 2005 — Торонто, Канада - злато[2]
5. 2005 — Торонто, Канада - злато[2]
6. 2006 — Тур, Француска - злато[3]
7. 2006 — Тур, Француска - злато[3][4]
8. 2007 — Монтреал, Канада - бронза[5]
9. 2007 — Сао Пауло, Бразил - злато[6]
10. 2007 — Сао Пауло, Бразил - сребро[7]
11. 2007 — Сао Пауло, Бразил - бронза (тим САД)[8]
12. 2008 — Брисел, Белгија - злато[6]
13. 2008 — Брисел, Белгија - бронза[9]
14. 2008 — Брисел, Белгија - бронза (тим САД)[8][10]

## Признања
У оквиру избора за жену године у региону Киченер-Ватерло у Онтарију, Канада, коју је спонзорисала ТВ компанија Роџерс, Мари Марковић Силађи је додељена титула у категорији спортиста. У конкуренцији за ово признање су још били и канадска олимпијка у триатлону Лиг Хобсон (Leigh Hobson), Беки Паван (Becky Pavan), најбољи одбојкашки блокер Северне Америке, Средње Америке и Кариба за 2006. и 2008. годину, Џесика Тумела (Jessica Tuomela), пливачица три пута канадска параолимпијка и освајачица две златне медаље на пара Пан америчким играма и Пети Вор (Patti Warr), триатлонка.
Промоција овог догађаја, јубиларног четрдесетог по реду, је одржана у новоизграђеном Српском центру Свети Ђорђе у Ватерлоу, пред 800 званица. Поред осталих био је присутан комплетан политички естабилишмент региона. Сала Свети Ђорђе је била закупљена од стране ТВ компаније Роџерс а цео догађај је био организован у оквиру највеће културне традиционалне манифестације у региону, Октобарфеста.

## Галерија
- Медаље
- Медаље
- Медаље и признања
- Медаље
- Мара Марковић Силађи за говорницом 2008.
- Мара прима честитке за добијену титулу Жена године 2008.